# Jan Klimaszewski (major)
Jan Klimaszewski (ur. 15 sierpnia 1911 w Wysokiem Mazowieckiem, zm. 30 listopada 1989 w Warszawie) – major, funkcjonariusz Ministerstwa Bezpieczeństwa Publicznego.
Syn Władysława i Marii. Od 12 października 1945 był pełniącym obowiązki kierownika Departamentu IV Wydziału II MBP, od 1 sierpnia 1946 do 16 marca 1950 był wicedyrektorem Biura Personalnego MBP, a następnie Departamentu Kadr MBP. Zwolniony z MBP, został przekazany do dyspozycji KC PZPR.